# 斜行升降機

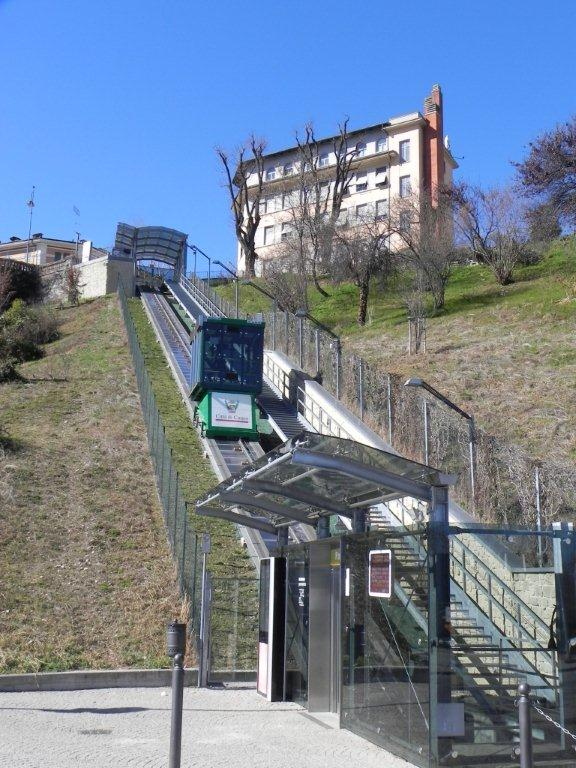
意大利庫內奧的斜行升降機

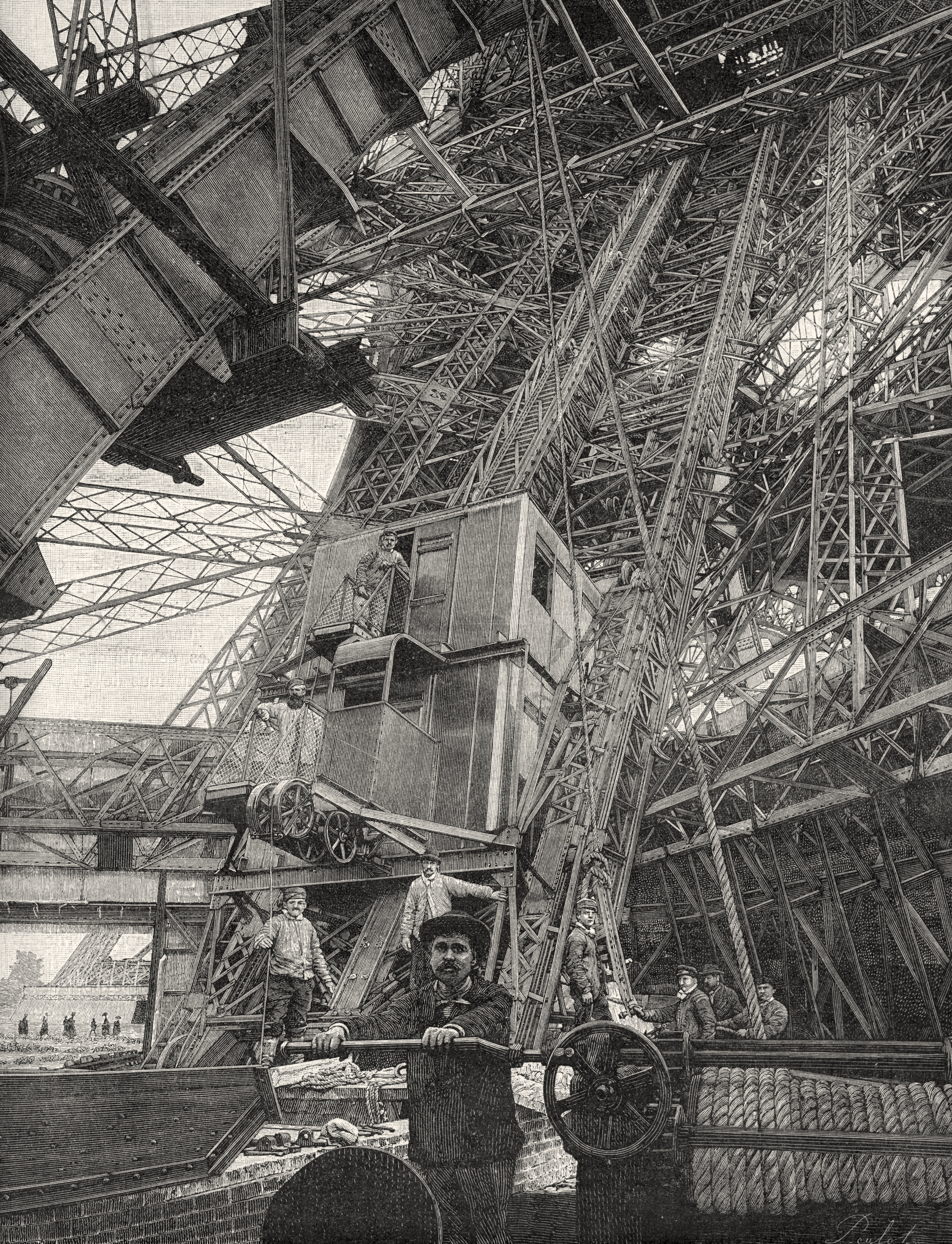
1890年代埃菲爾鐵塔的斜行升降機

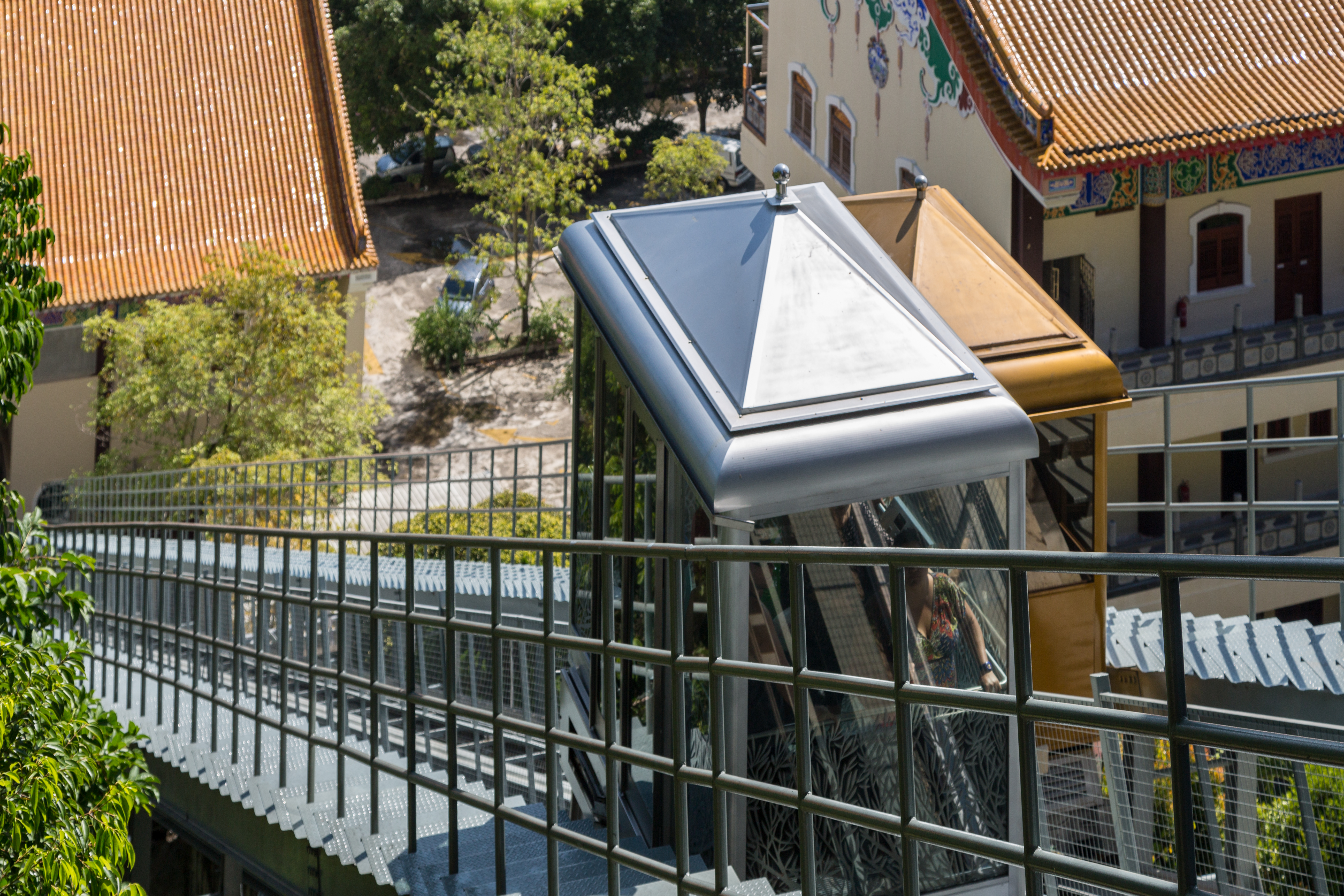
馬來西亞檳城極樂寺雙線斜行升降機

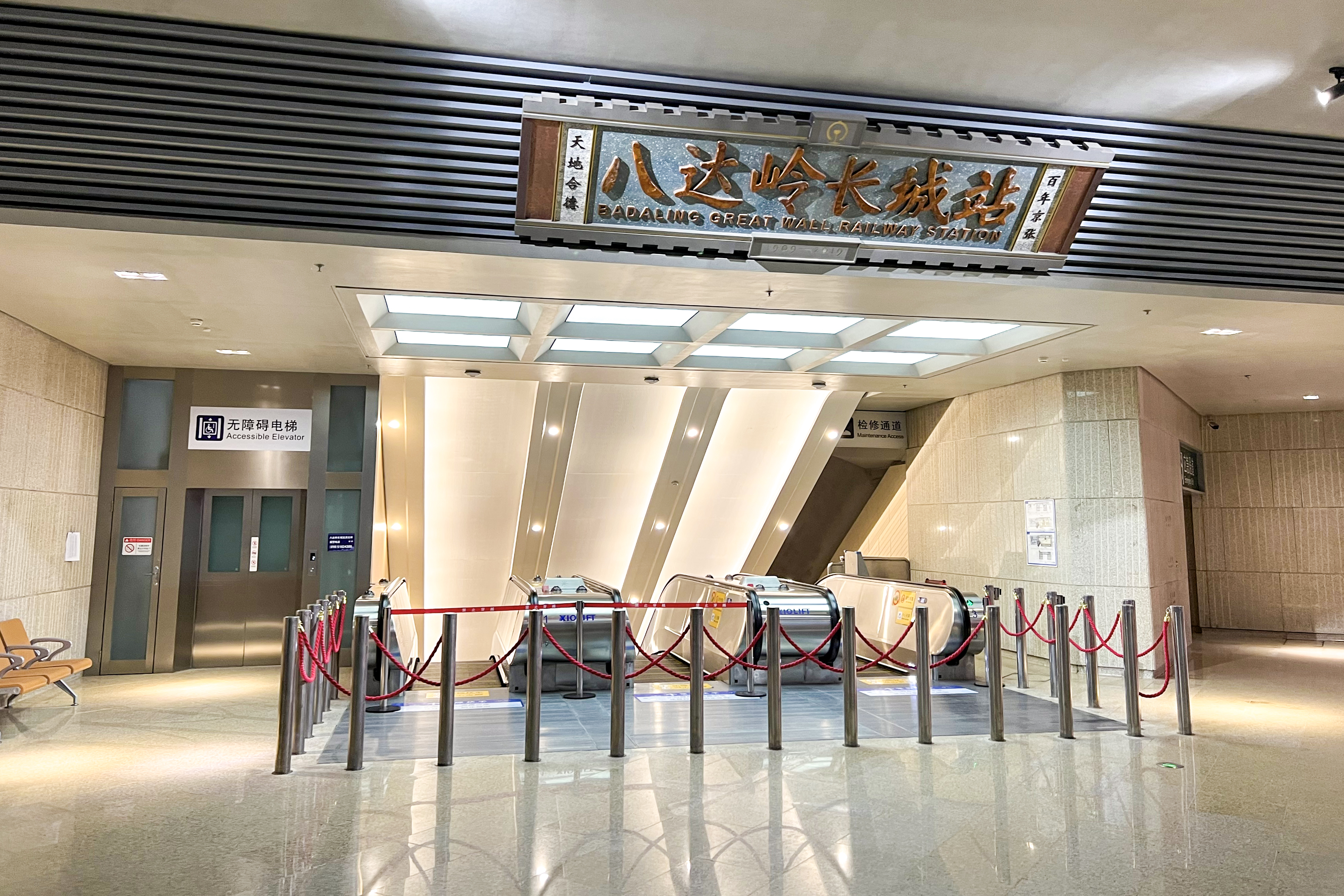
京包客运专线京张段八达岭长城站检票口至进站通道的扶梯口，左侧为斜行电梯。

斜行升降機是一種可以以陡峭坡度爬升的运输工具。

## 概覽
斜行升降機會在斜坡上設有一條或兩條斜行軌道，每條軌道設有一個機廂載客。雙線軌道時每個機廂採用「穿梭原則」，兩個機廂各自在自己的軌道上下坡。機廂要麼絞接到坡度頂端的位置並將纜索卷在絞接鼓上，與强驱式電梯類似，要麼機廂以配重平衡而反方向移動，與普通升降機近似。
與普通升降機不同，斜行升降機可走斜坡，可用於住宅和商業用途。斜行升降機是為了斜坡頂端提供無障礙通行的方法。
有行動困難人士通常使用電動代步車或電動輪椅進入樓梯升降機或輪椅爬樓車。有時斜行升降機也會用來將設備和物資運到山上作工業或工程等用途。
歐盟斜行電梯根據歐盟電梯規則第22部EN 81-22:2014決定實施的一些標準限制。坡度限制於15°至75°之間，最大容量為100人（7.500公斤），最高速度為4米/秒，軌道必須平直。這些限制雖然並非強制性，但安裝時若不遵守，如軌道為彎曲時，需進行額外的風險評估。

## 運作
斜行升降機的設計基於簡單技術，如傳統垂直的升降機。一般情況下標準升降機設備可以接受坡度為10°的軌道，與垂直超過20°的坡度則需額外的處理。
例如斯德哥爾摩地鐵使用的斜行升降機使用垂直升降機機廂，置於30°斜坡的有輪平台之上。機廂由配置平衡，並沿斜行軌道鋪設傳統升降機的纜索和提升機。
有一部分斜行升降機為戶外的，目的為將人和貨物沿斜坡移動，也有在大廈內使用的。
多數斜行升降機以鋼或鋁建造，由電動機推動，以電動按鈕運作。
與升降機相似的現代版本可見於德克薩斯州達拉斯的城市廣場／上城站、維珍尼亞州亨廷敦的亨廷敦，聖迭戈的聖迭戈會議中心內，拉斯維加斯的盧克索酒店及巴黎埃菲爾鐵塔。倫敦千禧斜行升降機為倫敦千禧橋提供除樓梯以外的另一種選擇。

### 與纜索鐵路的分別

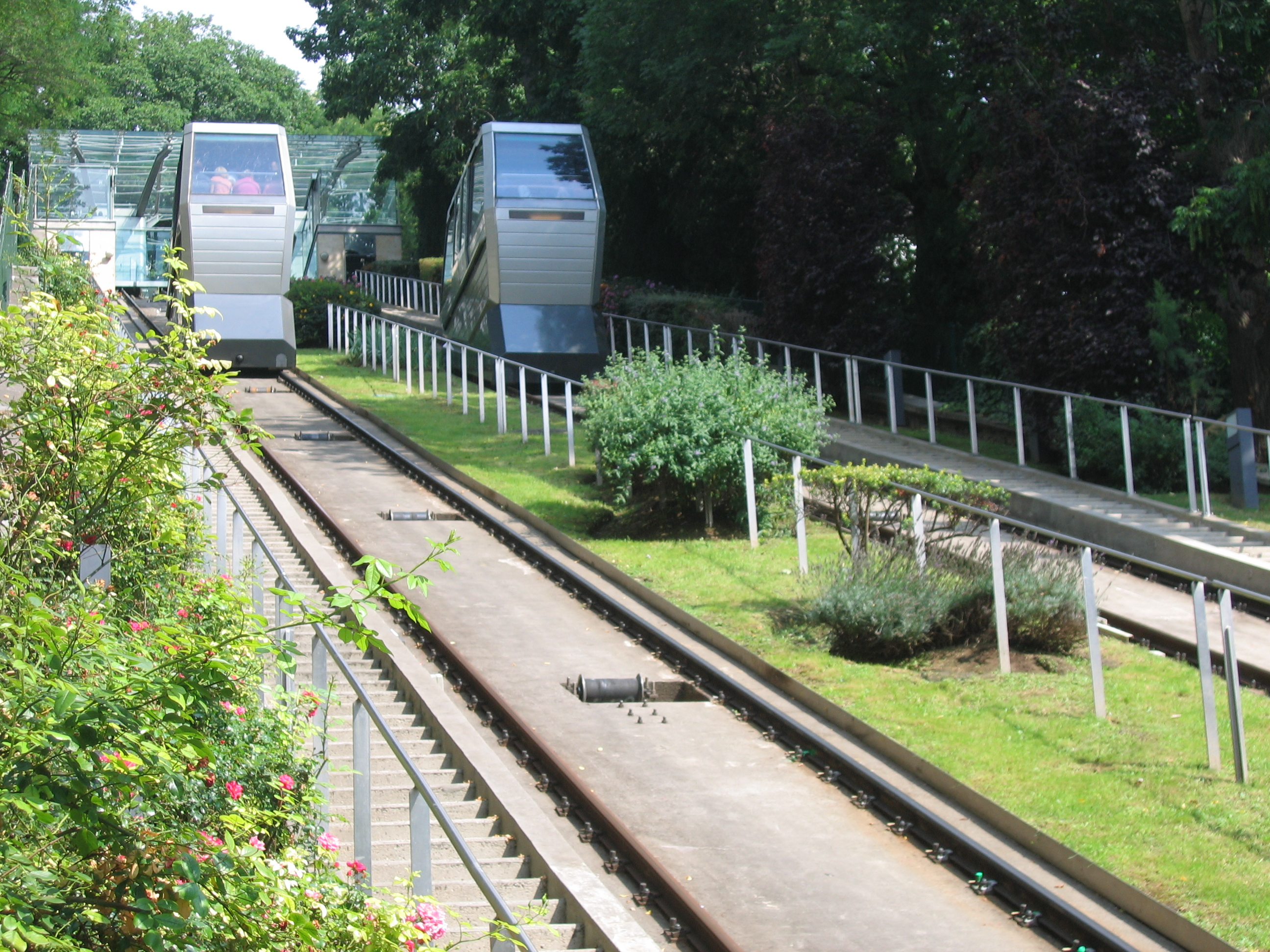
巴黎蒙馬特纜車是雙線斜行升降機

斜行升降機與纜索鐵路的分別在於後者有纜索連接一對車輛，由上行和下行車輛互相平衡對方。斜行升降機要麼在坡度頂端將纜索卷在絞接鼓上，要麼由配重平衡。故此部分人士將斜行升降機視為纜索鐵路的衍生品。
歐盟立法將斜行升降機和纜索鐵路分列於不同的規則內。斜行升降機安裝由EN 81-22:2014負責，而纜索鐵路安裝由歐洲聯盟指令2000/9/EC負責。
例如，巴黎蒙馬特纜車雖有纜車之名，但在1991年重建後實為雙線斜行升降機，其兩個機廂各設有一個配重並與對方互相獨立運行。

## 外部連結
- YouTube上的Video of Inclined Lift
- Elevator World Magazine （页面存档备份，存于）
- Funimag, the first web magazine about funiculars （页面存档备份，存于）

Template:SkiLift